# Orren R. Whiddon

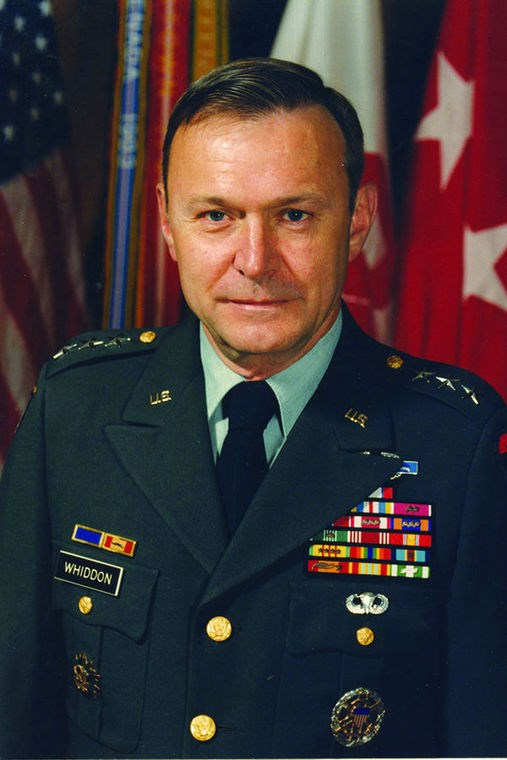
Orren Ray Whiddon

Orren Ray Whiddon (* 10. März 1935 in Joaquin, Shelby County, Texas; † 20. März 2016 in Lufkin, Angelina County, Texas) war ein Generalleutnant der United States Army. Er war unter anderem Kommandeur der 8. Infanteriedivision und der 2. Armee.
Whiddon war ein Sohn von Orren Cox Whiddon (1913–1989) und dessen Frau Cynthia Betty Cockrell (1911–1996). Er studierte bis 1955 das Fach Chemie an der Stephen F. Austin State University in Nacogdoches. Anschließend wurde er zur Armee einberufen. Über die Officer Candidate School (OCD) gelangte er im Jahr 1956 in das Offizierskorps des US-Heeres. Dort wurde er als Leutnant der Feldartillerie zugeteilt. In der Armee durchlief er anschließend alle Offiziersränge vom Leutnant bis zum Drei-Sterne-General.
Im Lauf seiner militärischen Karriere absolvierte Orren Whiddon verschiedene Kurse und Schulungen. Dazu gehörten unter anderem der Field Artillery School Basic Course, der Field Artillery School Advanced Course, das Command and General Staff College und das Naval War College.
In seinen jüngeren Jahren absolvierte er den für Offiziere in den niederen Rangstufen üblichen Dienst in verschiedenen Einheiten und Standorten. In den 1960er Jahren war er zwei Mal im Vietnamkrieg eingesetzt. Bei seinem ersten dortigen Einsatz war er unter anderem Nachrichtenoffizier im Stab von General William Westmoreland. Während seines zweiten Vietnameinsatzes gehörte er dem Stab der 101. Luftlandedivision an, deren Stabsabteilung für Nachrichtendienste und Sicherheit (G2) er damals leitete. In der Zeit zwischen seinen Vietnameinsätzen gehörte Whiddon dem Stab der Joint Chiefs of Staff im Pentagon an, wo er in der Stabsabteilung J3 (Operationen) tätig war.
Während seiner Militärzeit kommandierte Whiddon militärische Einheiten auf fast allen Ebenen bis zum Armeekommandeur. In Gießen war er Kommandeur eines Feldartilleriebataillons. Anschließend war er in Belgien Stabsoffizier beim SHAPE. Später kommandierte er die Artillerie der 5. Infanteriedivision. Nach einer zwischenzeitlichen Verwendung im Stab des Heeresministeriums wurde er erneut nach Europa versetzt, wo er dem Stab der 3. Panzerdivision in Deutschland angehörte.
Nach seiner Heimkehr wurde er Kommandeur des United States Army Training Support Centers in Fort Eustis in Virginia. Es folgte eine Versetzung zum Allied Joint Force Command Brunssum (AFCENT) wo er die Stabsabteilungen für Nachrichtendienste bzw. Operationen leitete. Daran schloss sich eine erneute Versetzung nach Deutschland an, wo er in Bad Kreuznach das Kommando über die 8. Infanteriedivision übernahm. Dieses Amt hatte er als Nachfolger von Charles W. Dyke zwischen Juni 1985 und Juni 1987 inne. Nachdem er sein Kommando an seinen Nachfolger Calvin Waller übergeben hatte, wurde Whiddon für einige Monate zum Stab des United States Army Forces Command in Fort McPherson in Georgia versetzt, wo er die Stabsabteilung für Planungen und Operationen leitete. Im Dezember 1987 erhielt er den Oberbefehl über die 2. Armee, den er bis zum Februar 1990 innehatte. Diese Armee hatte damals ihr Hauptquartier im Fort Gillem in Georgia. Nach dem Ende dieses Kommandos schied Orren Whiddon aus dem aktiven Militärdienst aus.
Er verbrachte seinen Lebensabend in Lufkin in Texas, wo er sich im gesellschaftlichen und kirchlichen Leben engagierte. Der mit Harriot McKinney verheiratete Offizier starb am 20. März 2016 und wurde auf dem Joaquin Cemetery in seinem Geburtsort beigesetzt.

## Orden und Auszeichnungen
Orren Whiddon erhielt im Lauf seiner militärischen Laufbahn unter anderem folgende Auszeichnungen:
- Army Distinguished Service Medal
- Defense Superior Service Medal
- Legion of Merit
- Bronze Star Medal
- Meritorious Service Medal
- Air Medal
- Army Commendation Medal
- National Defense Service Medal
- Vietnam Service Medal